# Dream SMP
Dream SMP（英文简称DSMP）是一个Java版多人生存（survival multiplayer，SMP）我的世界服务器，由Dream创建，仅允许被邀请的人加入。它的特点是Dream，George和其他Minecraft内容创作者们在一个松散的总故事情节中扮演自己的虚构人物形象，并在YouTube和Twitch上直播。它是最受欢迎的《Minecraft》網絡劇之一。伺服器於2023年4月10日正式關閉。

## 角色

### 歷來主要玩家
中途退出的成員以灰色顯示，並以括號標示活躍年份。
| 內容創作者/成員 | 加入時間       | 角色           | 介紹 |
| --------------- | -------------- | -------------- | --- |
| Dream           | 2020年4月24日  | Dream          | Dream SMP共同創辦人之一兼擁有人 最初是The Greater Dream SMP的領袖，為了恢復伺服器的秩序而與各派系為敵，在取得復活書後嘗試扮演上帝，並以讓所有人長生不死為理想，因過度使用復活書導致世界不平衡即將毀滅，需要通過殺人來平衡，並表示為了防止有人破壞他們的計畫，他們決定必須殺死所有人，最後遭到Tommy與Tubbo利用黎明計劃核彈炸毀 |
| Dream           | 2020年4月24日  | DreamXD        | Dream SMP的神 有權力使用指令 |
| Dream           | 2020年4月24日  | Mamacita       | 女版Dream，只出場了兩次 墨西哥Dream的伴侶 |
| Dream           | 2020年4月24日  | Tom Simmons    | 只出場了三次 帳號名稱是NotDream123 該帳號同時演出過偵探Dream和John |
| GeorgeNotFound  | 2020年4月24日  | GeorgeNotFound | Dream SMP共同創辦人之一 最初是Dream的伙伴，還在Eret被廢黜後稱王，但因為與Karl的關係違反了中立而被趕下台，與Dream決裂而跟著Karl開創Kinoko Kingdom |
| Callahan        | 2020年4月24日  | Callahan       | Dream SMP共同創辦人之一，在幕後管理伺服器 唯一沒有透露聲線的玩家 |
| Sapnap          | 2020年4月24日  | Sapnap         | Dream SMP共同創辦人之一 飾演BadBoyHalo的養子，因為愛殺害動物而引發數次寵物戰爭，在Dream廢黜George以及唱片決戰之後徹底與Dream敵對，發誓會在Dream出獄後拿下他最後一條命，最後跟隨George加入了Kinoko Kingdom 死亡書擁有人，可以自己一條命換取一位角色的永久死亡，因為不可用在Dream身上，所以從未使用過 |
| ItsAlyssa       | 2020年4月28日  | Alyssa         | 前成員（2020） 活躍於未劇本化的時期 |
| Awesamdude      | 2020年4月28日  | Awesamdude     | 紅石巧手 作為潘朵拉監獄的建造者，他成為獄長並看守Dream，後來加入Quackity創立的Las Nevadas，Dream越獄後被發現盜走了Ranboo養子MICHAEL，反而被拘捕成為自己監獄的囚犯，後期被霸佔了潘朵拉監獄的Dream釋放 |
| Awesamdude      | 2020年4月28日  | Sam Nook       | Awesamdude製造的機器人，為TommyInnit服務，到了終章Tommy在出發殺Dream前宣佈給他自由，於是他離開了Dream SMP |
| Awesamdude      | 2020年4月28日  | Sam Bucket     | 與Awesamdude同族但不會講英語的人，早於BadBoyHalo發現紅蛋前已經見過紅蛋並受到迷惑，相信它能復活死去的寵物狗，後來擺脫操控，嘗試研究紅蛋的治理方法，最後聯合BadBoyHalo用鐵封印紅蛋 |
| Drops By Ponk   | 2020年5月8日   | Ponk           | 經常捉弄他人，曾與Sapnap和TommyInnit等人發生爭執，並間接引發了唱片戰爭，後來受到紅蛋污染加入Eggpire，恢復意識後決心阻止紅蛋 |
| BadBoyHalo      | 2020年5月10日  | BadBoyHalo     | 劇情上是不死之身，只有Skeppy失去所有生命才會正式死亡。因為不想在L'Manberg和Dream的衝突中加入任何一方而創辦Badlands。後來受到紅蛋污染創辦了Eggpire，在Red Banquet被打敗而脫離了紅蛋操縱，決心阻止紅蛋，但與Sam Bucket一起封印紅蛋後，紅蛋卻被運走，最後阻止不了紅蛋孵化 |
| TommyInnit      | 2020年7月4日   | TommyInnit     | Tubbo死黨，Technoblade的朋友和Wilbur Soot的追隨者，因為Dream偷走了他的唱片而與開始了唱片戰爭，跟隨Wilbur創辦L'Manberg，在Jschlatt奪權後組建Pogtopia反抗軍，打敗Jschlatt。後來被放逐投靠Techno，在L'Manberg最後一刻離棄Techno回國奮戰。囚禁Dream之後知道了復活書真實存在而決定將他滅口。最後知道要同時殺死Dream和Punz，決定犧牲自己引出二人，讓Tubbo動用核武                                                                                        |
| Tubbo           | 2020年7月7日   | Tubbo          | TommyInnit死黨，並一起創辦L'Manberg，在打敗Jschlatt後成為最後一任L'Manberg總統，L'Manberg滅亡後建立Snowchester並製造了核武，後來與Ranboo結婚，因拯救其養子MICHAEL而與殺過自己的所有人和好，最後知道同時殺死Dream和Punz才能阻止Dream毀滅世界而動用了核武，啟動「黎明計劃」洲際飛彈 |
| Fundy           | 2020年7月7日   | Fundy          | 飾演Wilbur Soot的兒子，L'Manberg創辦人之一，在L'Manberg選舉期間自創政黨Coconut2020但選輸了，在L'Manberg最後一刻背叛了國家，因為內疚而選擇加入Las Nevadas |
| Punz            | 2020年7月7日   | Punz           | Dream的最後一個盟友，與Dream共同研究復活書，並同樣持有復活書，權力欲極大。Dream入獄後成為DreamSMP的代理領導人，Dream越獄後繼續與Dream作惡，最後遭到Tommy與Tubbo利用黎明計劃核彈炸毀 |
| Purpled         | 2020年7月7日   | Purpled        | 飾演職業殺手、賞金獵人，在協助Quackity打敗Eggpire後被招攬到Las Nevadas，想從Quackity取得復活書無果後背叛了Las Nevadas |
| Wilbur Soot     | 2020年7月12日  | Wilbur Soot    | 開始了Dream SMP的劇本化 飾演Philza的兒子，創辦L'Manberg和POG2020，因POG黨在L'Manberg選舉落敗，加上Jschlatt開除其國籍，決定摧毀L'Manberg並叫Philza殺掉自己。後來因為TommyInnit嘗試藉Wilbur的鬼魂之手在獄中殺死Dream，使到Dream復活了他。最後離開Dream SMP並前往Utah |
| Wilbur Soot     | 2020年7月12日  | Ghostbur       | Wilbur Soot的鬼魂，失去生前記憶並相當單純，對任何派系的人都非常好 Dream復活了Wilbur Soot後消失 |
| Jschlatt        | 2020年7月16日  | Jschlatt       | 不再活躍於伺服器 因為當初在Dream不知情的情況下加入Dream SMP而被封，直到L'Manberg選舉才獲解封 飾演Quackity原本的合作伙伴，在L'Manberg奪權，變成Manberg皇帝。曾經擁有復活書，在招攬Dream對抗反抗軍時以該書作交換，最終依然被反抗軍打敗，心臟病發離世 |
| Jschlatt        | 2020年7月16日  | Glatt          | Jschlatt不再活躍於伺服器前最後的演出角色 Jschlatt的鬼魂，被困於洞穴之中，曾經召見Quackity要求他取得復活書把它解放，於是Quackity向他對賭，輸了所以沒有被復活 |
| Skeppy          | 2020年7月18日  | Skeppy         | BadBoyHalo的最好朋友，因為不想捲入L'Manberg的衝突而創辦Badlands，後來BadBoyHalo受紅蛋支配，他犧牲自己封印紅蛋，後來意外被BadBoyHalo推入岩漿燒死，恢復意識。最後懷疑在BadBoyHalo封印紅蛋後帶走了紅蛋，使紅蛋回到紅蛋室 |
| Eret            | 2020年7月19日  | Eret           | 一直不打算加入任何陣營。被Dream安插到L'Manburg，背叛L'Manburg後成為Dream SMP國王，而Dream SMP國王有責任保持中立。因為支援了Pogtopia反抗軍而一度失去王位，但繼任的GeorgeNotFound後來也違反了中立，所以Dream趕了George下台，讓他復位 |
| JackManifoldTV  | 2020年8月3日   | Jack Manifold  | 認定Dream和TommyInnit是伺服器的禍根，復仇之心使他用盡劇情生命後復活，自立Manifold Land並與Tubbo合作研發核武，稱為「捕夢器計劃」（Project Dreamcatcher）。後來在Snowchester核彈危機發現一枚核彈消失了，最後在Tubbo啟動「黎明計劃」後發現了Tubbo收藏了該核彈。擅自更改發射位置造成核彈出錯，與Tubbo前往監獄通知Tommy，進入主監倉前就遇上核爆 |
| Nihachu         | 2020年8月6日   | Niki           | 最初是Fundy的盟友，跟Fundy在L'Manberg最後一刻叛國，與Fundy拆夥後定居地下城，加入了The Syndicate，代號為Nemesis，滅世前跟隨Philza透過Syndicate會議室的傳送門離開了Dream SMP |
| Quackity        | 2020年8月11日  | Quackity       | 最初是L'Manberg的盟友，但因為最初被Wilbur拒絕加入L'Manberg而與他結怨，後來組織SWAG2020參選總統並聯合Jschlatt奪權，但因為Jschlatt的無道而改為加入反抗軍，後來自立墨西哥L'Manberg，後來脫離L'Manberg獨立成為El Rapids，但Karl私下帶走其餘成員另建Kinoko Kingdom，只好廢棄El Rapids並建立Las Nevadas |
| Quackity        | 2020年8月11日  | 墨西哥Dream    | 墨西哥L'Manberg即El Rapids的成員，Mamacita的伴侶，在探訪TommyInnit時被Dream殺死，其幽靈後來屢次出現 |
| Karl Jacobs     | 2020年8月26日  | Karl Jacobs    | 《Tales from the SMP》系列創作人和創意總監。《Tales from the SMP》系列也是Dream SMP故事劇情的一部分 最初是Dream Team的朋友，後來加入L'Manberg但保持與GeorgeNotFound和Sapnap的關係，後來改為加入墨西哥L'Manberg，為了獲得承認為獨立國家而被祭，經多番周旋，墨西哥L'Manberg才獲得獨立成為El Rapids，但歸還Karl一條命的要求被拒絕。得知擁有不可控的穿越時空能力，發動後會損壞記憶，所以建立圖書館記錄一切。為了進一步保護圖書館又建立了Kinoko Kingdom |
| HBomb94         | 2020年9月22日  | HBomb          | 最初與年長玩家一同居住在Boomerville，不問世事，隨著鄰居的消失他廢棄了Boomerville，搬到SMP核心範圍外的熱帶草原村莊 |
| Technoblade     | 2020年9月22日  | Technoblade    | 離世成員（2020－2022） 卒於2022年六月的某個時間（逝世日期沒有公開），由他父親於6月30日公布死訊 死前飾演無政府主義者，因為TommyInnit的關係而加入對抗Jschlatt的反抗軍，但是因為反對L'Manberg的復國而成為公敵，自我放逐到雪原，其後Tommy投靠他，決定一舉毀滅L'Manberg，但Tommy卻在最後背離了他重投L'Manberg，在毀滅L'Manberg後組建反政府秘密組織The Syndicate，成員代號為Protesilaus。為了還Dream一個人情而幫他越獄                                   |
| Antfrost        | 2020年9月23日  | Antfrost       | Badlands成員，也受過紅蛋操控加入Eggpire。脫離了紅蛋操縱後決心阻止紅蛋，因為不相信Sam Bucket確有其人以及CaptainPuffy失蹤而懷疑BadBoyHalo，最後雙方內鬨，在紅蛋室自相殘殺，使紅蛋有足夠祭品孵化 |
| Ph1LzA          | 2020年11月16日 | Philza         | 飾演Wilbur Soot的父親，但加入SMP的第一件事就是了結Wilbur，對於L'Manberg並不忠誠，L'Manberg滅亡後搬到雪原，與Technoblade組建The Syndicate，代號為Zephyrus，滅世前被死神MissTrixtin告知，將祂帶到Syndicate會議室開啟終界傳送門，並藉傳送門離開了Dream SMP |
| ConnorEatsPants | 2020年11月16日 | Connor         | 飾演性格怪異的無政府主義者，在Technoblade的支援下建立Little Peni s Land，也曾遭到Tommy和Technoblade綁架，Technoblade劫獄後加入The Syndicate並填補Ranboo劇情死亡後的位置，後來Wilbur嘗試引出DreamXD而要充當誘餌，被DreamXD殺了，失去所有劇情生命，最後以鬼魂狀態於滅世前跟隨Philza透過Syndicate會議室的傳送門離開了Dream SMP |
| CaptainPuffy    | 2020年11月16日 | Puffy          | Snowchester成員，Nihachu的伴侶，Foolish的養父，受BadBoyHalo邀請加入Eggpire但持續筆錄一切所以保持清醒，於是組織了反紅蛋聯盟，成功摧毀Eggpire，最後因為紅蛋突然在她家出現而被紅蛋操控 |
| Vikkstar123     | 2020年11月23日 | Vikkstar       | 為年長玩家創立Boomerville，不問世事，但最後他與LazarBeam一同被Dream和Punz抓走成為測試復活書的白老鼠，為了守著復活書的秘密被永久殺害 |
| LazarBeam       | 2020年11月23日 | LazarBeam      | 與Vikkstar共同建立了Boomerville，不問世事，但最後他與Vikkstar一同被Dream和Punz抓走成為測試復活書的白老鼠，為了守著復活書的秘密被永久殺害 |
| Ranboo          | 2020年11月27日 | Ranboo         | 最初是L'Manberg成員，後來與Tubbo結婚搬到Snowchester，加入了The Syndicate，代號為Lethe。因為被Dream心理控制出現「Enderwalk」現象，會不由自主做出怪異行為而且不會理其他人。可能Awesamdude知道了這件事，所以被拘捕，最終在Technoblade劫獄後被Awesamdude永久殺害 |
| Ranboo          | 2020年11月27日 | Boo            | 第一季角色 Ranboo的鬼魂 |
| Foolish Gamers  | 2021年1月16日  | Foolish Gamers | 飾演DreamXD被拋棄的「寵物」鯊魚，及後被Puffy收養。傑出的建築師，接受過Snowchester和Karl Jacobs的雇用，最後加入了Las Nevadas。在Red Banquet被Eggpire獻祭，失去一條生命，但在興建DreamXD雕像後獲得不死之身 |
| Hannahxxrose    | 2021年1月18日  | Hannah         | 飾演精靈，因為被騙到紅蛋室被紅蛋迷惑，加入Eggpire後滲透在反紅蛋聯盟之中，差點使Red Banquet成功。脫離了紅蛋操縱後決心阻止紅蛋 唯一在伺服器使用過鞘翅的成員。在MrBeast舉辦的Team Seas在Dream SMP的活動勝出，得到全伺服器唯一的鞘翅（Dream SMP不開放終界），在加入一週年當天被Boomer炸掉，但在大結局再度獲得鞘翅 |
| Slimecicle      | 2021年1月22日  | Slime          | 仿人型的史萊姆，加入Las Nevadas後獲Quackity教導，納為Quackity的繼承人，因為Purpled背叛死了並進入了沉睡，脫離了沉睡狀態後被Dream策反，背叛了Quackity |
| Michaelmcchill  | 2021年5月16日  | Michael        | 不選擇加入任何派系 |
| Eryn            | 2021年10月22日 | Eryn           | 不知從何開始受紅蛋影響，後來決定阻止紅蛋，在紅蛋終章，BadBoyHalo與Antfrost的內鬨中，只剩下他和BadBoyHalo存活下來，但被已受紅蛋控制的CaptainPuffy殺害，成為紅蛋孵化的最後一個祭品 |
| TinaKitten      | 2021年10月23日 | Tina           | Kinoko Kingdom成員 |
| Jikishi         | 2021年10月23日 | Jikishi        | 封禁成員（2021） 2021年10月25日被揭發性侵未成年而被踢走 |
| BoomerNA        | 2021年10月29日 | Boomer         | 從2021年6月4日起已屢次來到伺服器，作為嘉賓；10月29日正式加入 發現Awesamdude製造多個分身的秘密，而Awesamdude也知道自己的身世，於是被Awesamdude雇用，在銀行工作 |
| Manatreed       | 2022年1月29日  | Manatreed      | 前成員（2022） Dream爆紅前已經與Dream和Sapnap認識了一段長時間 加入不久因為虐打女性的醜聞而且被，自願退出DreamSMP 後來醜聞被證實是假的，但他仍然決定退出直播界，沒有回歸的打算 |
| Seapeekay       | 2022年3月16日  | Seapeekay      | 與Ponk友好，都喜歡捉弄人，知道紅蛋危害後決定阻止紅蛋，在營救Puffy期間嘗試調解BadBoyHalo和Antfrost的不和失敗，被Antfrost殺害 |
| Aimsey          | 2022年3月16日  | Aimsey         | 前成員（2022） 於2022年11月29日公佈，因為檔期問題退出 原本加入了Snowchester，但與Tubbo不和而離開，定居於Daisy Hollow |
| MissTrixtin     | 2022年12月17日 | MissTrixtin    | 最後一位加入的成員 現實中Ph1LzA的妻子 在2022年12月17日前曾經透過Philza帳號進入伺服器，最早是在2021年8月12日 死神 滅世前被在Philza面前現身，引領他到Syndicate會議室開啟終界傳送門，並利用傳送門幫Philza一行人離開Dream SMP |

### 特殊訪客
| 嘉賓           | 首次到訪日期   | 角色         | 介紹 |
| -------------- | -------------- | ------------ | --- |
| Ninja          | 2020年9月25日  | Ninja        | 受邀於TommyInnit 宣稱Dream只白名單了「NinjaSimpsDream」的帳戶名稱而用了它存取伺服器 在伺服器建了房子還與GeorgeNotFound「結婚」，但參觀結束後就被George「離婚」了                                                                    |
| Andrea Botez   | 2020年10月4日  | Andrea Botez | 專業國際象棋手 第一次到訪，是因為GeorgeNotFound與她下棋輸了而看他有沒有願賭服輸，在伺服器立下「我愛Andrea」的告示牌。當時還特地將遊號帳戶名稱改成「IWILLFINDGEORGE」 第二次到訪是2021年2月26日，以正常的帳戶名稱與Jack Manifold約會 |
| Pokimane       | 2020年12月13日 | Pokimane     | 到訪了兩次，均受邀於Karl Jacobs 第二次到訪是2021年4月12日，與Karl重建Kinoko Kingdom的派對島 |
| Corpse Husband | 2020年12月15日 | Corpse       | 到訪了兩次 第一次到訪是受邀於Karl Jacobs 第二次到訪是2021年11月25日，受邀於TinaKitten |
| KSI            | 2020年12月20日 | KSI          | 到訪了兩次 第一次到訪，他建立了一所「性教育」學校 第二次到訪是2021年3月22日，夥同TommyInnit拍影片 |
| MrBeast        | 2020年12月27日 | MrBeast      | 到訪了兩次 第一次到訪，他籌劃了一場遊戲，在伺服器上藏了價值10萬美元的禮品卡，讓伺服器的成員尋找 第二次到訪是2021年10月30日，他舉辦Team Seas活動，讓伺服器的成員撿海洋垃圾，並向首五名最高分玩家送贈終界限定物品                     |
| Lil Nas X      | 2021年3月27日  | Lil Nas X    | 受邀於Karl Jacobs 在伺服器建了樹屋 |

## 主要地點
社群屋（Community House）
- Dream SMP最原始的建築，曾一度被破壞（實為Dream破壞的），其後重建。
  - 建築中包括法院（Courthouse），可以拘審犯人。

傳送門中心（Nether portal hub）
- Dream SMP最早且繁忙的傳送門，多數的玩家都會在這裡進入地獄。
- 在Las Nevadas時代，傳送門多建了一道圍牆，限制出入並繳納費用，最後圍牆被拆除。
- 2021年11月20日，中心多了一道哭泣的黑曜石傳送門。它通往另一個完全是1.18版本的世界。

Eret的城堡（Eret's Castle）
- Eret建立的建築，同時是Eret的住處。這是King of the Dream SMP的王居，而Eret剛好是第一任和現任的國王。
- 前擁有人包括，前國王GeorgeNotFound，以及曾自稱國王的Fundy。

潘朵拉監獄（Pandora's Vault）
- 為Awesamdude根據Dream的要求而製作出的監獄，也是Awesamdude目前被囚禁的地方。
- 該處的保全系統是Dream SMP所有建築物中最嚴密的，幾乎沒有方法可以從中逃脫，除非有人從外劫獄或囚犯擁有滯留終界珍珠，Awesamdude為該監獄曾經的獄長。BadBoyHalo和Antfrost也當過獄卒。
- Dream是第一個囚禁於此的人，為期一年。
- 2021年6月6日，Technoblade探望Dream時，因為Quackity與Awesamedue的合作，被Awesamdude囚禁於與Dream同一個監房，后来Technoblade透過Philza激發滯留終界珍珠逃脫。
- 2021年11月28日，Technoblade劫獄並放走了Dream和前一天被囚的Ranboo。
- 2022年1月29日，Awesamedue被Tubbo、Technoblade和Eret聯手拘捕，成為他自己監獄的囚徒。

紅蛋室（Egg room）
- 位於BadBoyHalo留下的礦坑之中，原本是雕像室，擺放著Skeppy和BadBoyHalo的雕像。
- 2021年，BadBoyHalo所發現的紅蛋來到雕像室後，當地變成了紅蛋迷惑他人的危險地方，Eggpire的中心。到了4月25日，Red Banquet陰謀失敗，Eggpire敗逃，紅蛋室就被封鎖了。
- 2022年6月3日，FoolishGamer摧毀紅蛋表面上成功，但實際上轉移到紅蛋室更深處。
- 2022年9月9日，紅蛋被Sam Bucket一行人帶走封印。雖然紅蛋已被封印，但直到10月紅蛋終章（Egglore Finale）紅蛋室仍然是禁區。
- 2022年10月23日，紅蛋透過襲擊和控制Puffy而突破了封印，再度轉移回到紅蛋室。10月29日紅蛋終章，因為BadBoyHalo團隊的內鬨，在紅蛋室接連死亡，讓紅蛋有了足夠祭品孵化。
  - 紅蛋（The Egg/The Crimison）

BadBoyHalo在挖掘期間無意中發現的紅色神秘蛋狀物體，具備操控玩家心智的力量，但其力量可以用鐵來阻隔。能透過人祭而孵化。10月29日紅蛋終章，因為BadBoyHalo團隊的內鬨，在紅蛋室接連死亡，讓紅蛋有了足夠祭品孵化。《Tales From The SMP》當中的Masquerade連環謀殺事件就是由紅蛋引起。
Technoblade的棚屋（Technoblade's cabin）
- Technoblade自我放逐後在官方區域以外的雪原（被命名為Attic）中建立的據點，於2020年12月4日面世，因為逃離L'Manburg的追捕而隱藏其地點。最初只有Technoblade本人和與他有交情的人知道這裡。後來被L'Manburg派出的Butcher Army找上門。
- Dream要求L'Manburg放逐TommyInnit期間，Technoblade曾經在此收容Tommy。
- 末日戰爭之後，Philza搬到Technoblade那處，在原棚屋旁邊建立了一個相連的新棚屋作為他的家。因此現在該建築被合稱為Technoblade和Philza的棚屋（Technoblade and Philza's cabins）。
- 棚屋的附近就是Syndicate會議室。
- Technoblade在Dream SMP留下了遺書，就在棚屋那裡。Philza在一次直播中閱讀了這份具有13頁的遺書，書中提及了以下字句：

Tell the rest of the SMP that having abolished all governments of men, I have ascended to heaven to take on the Kingdom of God.
（中文）跟SMP的其他人說在推翻了所有人的政府之後，我已經上了天堂挑戰天國了。
Foolish的夏宮（Foolish's summer house）
- 由Foolish Gamers一手建造的建築群。它具有埃及風格，參照了埃及文化、神話和希臘神話。建築群非常宏偉，規模可以與潘朵拉監獄看齊。它其實是在官方區域以外。
- 最主要的建築是不死神廟（The Temple of Undying），是Foolish的住處。
- Eggpire招攬Foolish失敗後，把拉的雕像摧毀了。
- Eggpire故事結束後不久，BadBoyHalo和他的朋友在夏宮內建立了一個分離政體L'Sandberg，但L'Sandberg迅速崩解，名存實亡，「L'Sandberg」變成只用來稱呼夏宮內曾經被該派系佔據的區域。2021年6月18日，L'Sandberg被Foolish炸掉，標誌著該派系正式消失。
- DreamXD雕像最遲在2021年11月23日開始建造，並在12月13日正式竣工。Foolish在Team Seas在Dream SMP的活動屈居第二，與獲得鞘翅的機會擦身而過，耿耿於懷。建造雕像的初衷就是打動DreamXD贈予他鞘翅，但是DreamXD反而贈予了他不死神力。

Karl的圖書館（Karl's library）
- Kinoko Kingdom第一座建築。
- Karl在得知自己有穿越時空的能力之後決定建立圖書館，並開始將他穿越時空的所見所聞（《Tales from the SMP》的劇情）寫成書安放在圖書館。他知道穿越時空會破壞記憶，所以也將主線的經歷記下來。
- 每一集《Tales from the SMP》的旅程結束，Karl都會回到圖書館。
- 在《Tales from the SMP》的後期集數，在穿越時空完畢並回到圖書館前，Karl都會進入一個叫Inbetween的亞空間。
- 最初Karl的圖書館是建立在L'Manberg廢墟之中。
- 隨著紅蛋的血藤擴散，出於保護圖書館的需要，他在2021年2月3日開始建造新的圖書館，2月9日伴隨Kinoko Kingdom成立而啟用。新的Karl的圖書館也是由Foolish擔任主建築師。

第一座被發現的要塞
- 由Eret於2020年10月17日發現。
- 在海底暴露了出來。坐標是x=2050，z=760。
- 在大結局中，它已經抽了水，取名為「Drained Stronghold」，作為全體成員進入終界殺終界龍所用的要塞。

Syndicate會議室（Syndicate Meeting Room）
- 第二座被發現的要塞，由Ranboo於the Syndicate成立不久後發現。
- 位於Attic，坐標是x=-361，z=-2418。
- 由於伺服器不開放終界，要塞被Technoblade等人改造成the Syndicate的地下基地，傳送門房間被改造成會議室，傳送門框被改造成會議室的桌子。Syndicate的成員都在這裡準備了滯留終界珍珠
- 於Syndicate故事線終章，死神激活了傳送門，讓Philza等人在終界逃離滅世。

第三座被發現的要塞
- 由Ranboo於2021年5月21日發現。
- 在峽谷暴露了出來。坐標是x=-1305，z=-8615。

## 主要派系
包括所有曾存在於劇情的派系。派系的概念是在Wilbur Soot加入Dream SMP後開始出現的。2020年7月29日L'Manburg創立以前，所有Dream SMP玩家都算是「The Greater Dream SMP」的成員。
所有派系於Dream SMP劇本框架下組成，純屬虛構，不反映現實中各玩家的關係。
粗體表示存在到最後的派系。
- The Greater Dream SMP（Dream SMP；開服至今；2020年7月29日起被視為純粹又一個派系）
  - 成員：Dream、The_Eret、Callahan等。全盛時包括2020年7月29日前Dream SMP的所有玩家。
  - 元首：
    1. Dream（開服至今）
    2. Punz（2021年1月20日Dream入獄後成為代理領導人，與Dream計畫在唱片對抗中假裝叛變Dream）

  - 首腦：King of the Dream SMP
    1. The_Eret（背叛L'Manburg而換得王位，後來因為幫助Pogtopia而退位）
    2. GeorgeNotFound（2020年12月3日被Dream趕下台）
    3. The_Eret（復辟；2020年12月3日至今）
- L'Manburg（2020年7月29日-2021年1月6日）
  - 創始成員：Wilbur Soot、TommyInnit、Tubbo、Fundy和The_Eret。
  - 成員：主要是Wilbur Soot、TommyInnit派系、Fundy和Quackity。全盛期包括Dream SMP的所有歐洲玩家。
  - 首腦：President of L'Manburg
    1. Wilbur Soot（2020年7月29日-2020年9月21日）
    2. Tubbo（2020年11月16日-2021年1月6日）

  - 政治派系（Jschlatt統治前）：The Politicians of Gaming Party（POG2020；由Wilbur Soot創立）、So We Are Gamers Party（SWAG2020；由Quackity創立）、Coconut Party（由Fundy創立）和Schlatt2020（只有Jschlatt一人）
- Manburg（L'Manburg在Jschlatt統治期間；2020年9月22日-2020年11月16日）。
  - 創始成員：Schlatt和SWAG的聯合政府。
  - 成員：Jschlatt以及其他原L'Manburg公民。
  - 首腦：Emperor of Manburg——Jschlatt
- Rutabagville（2020年11月7日至8日，後併入Manburg）
  - 成員：Karl Jacobs、Sapnap和Nihachu。
  - 首腦：President——Karl Jacobs
- Pogtopia（L'Manburg在Jschlatt統治期間的反抗組織，收復L'Manburg後解散）
  - 創始成員：Wilbur Soot和TommyInnit。
  - 成員：主要是Wilbur Soot、TommyInnit以及原L'Manburg公民，全盛期包括Technoblade。
- El Rapids（前稱Mexican L'Manberg，作為L'Manburg附屬派系；2020年12月1日-2021年2月9日（解體）；3月16日正式滅亡）
  - 創始成員：GeorgeNotFound、Sapnap和Quackity。
  - 首腦：President——Quackity
- Badland（2020年10月16日至今）
  - 創始成員：BadBoyHalo、Antfrost和Awesamdude。
  - 成員：BadBoyHalo、Skeppy、Antfrost和Awesamdude。
  - 首腦：BadBoyHalo
- Manifold Land（2020年11月15日-2021年3月1日）
  - 創始成員：Jack Manifold
  - 成員：Jack Manifold和Antfrost
  - 首腦：President——Jack Manifold
- 舊Boomerville（標榜著Dream SMP內年紀最大的玩家；2020年11月23日-2021年1月19日）
  - 創始成員：LazarBeam和Vikkstar
  - 成員：LazarBeam、Vikkstar和HBomb
- Dry Waters（2020年12月11日至15日）
  - 創始成員：Fundy
  - 成員：Fundy和Nihachu
  - 首腦：Fundy
- Snowchester（2021年1月7日至今；1月21日宣佈獨立）
  - 創始成員：Tubbo。
  - 成員：Tubbo、CaptainPuffy等。
  - 首腦：Tubbo
- Eggpire（由紅蛋操縱者組成；2021年1月14日至今；4月25日被奄列聯盟打敗）
  - 創始成員：BadBoyHalo。
  - 成員：BadBoyHalo、Antfrost、Punz、Ponk、Skeppy、Hannah，全盛期包括CaptainPuffy和Purpled[7]。
  - 首腦：BadBoyHalo
- The Syndicate（地下組織，主張無政府主義並消滅暴君政治；2021年1月18日至今）
  - 座右銘：Sic Semper Tyrannis（這就是暴君的下場。）
  - 創始成員：Technoblade和Philza。
  - 成員：Philza、Nihachu和Connor，全盛期包括Technoblade和Ranboo；第五位成員，代號為Harpocrates的成員，至今尚未公開，由於主理Syndicate故事線的Technoblade已經逝世，可能永遠不會出場。
- Kinoko Kingdom（2021年2月9日至今）
  - 創始成員：Karl Jacobs、Sapnap和GeorgeNotFound。
  - 成員：Tubbo、Jack Manifold、The_Eret等。
  - 首腦：Karl
- Las Nevadas（2021年1月23日和3月16日之間至今）
  - 創始成員：Quackity和Awesamdude。
  - 成員：Quackity、Awesamdude、Slimecicle、Fundy和FoolishG，全盛期包括Purpled和Tubbo。
  - 首腦：President——Quackity
- 新Boomerville（2022年4月30日至今；2022年9月4日起名存實亡）
  - 創始成員：Tubbo和Wilbur Soot
  - 成員：Tubbo
  - 首腦：Tubbo

## 历史和故事情节
Dream SMP是由Dream和GeorgeNotFound在2020年4月或5月创建的，作为一个供一些朋友使用的小型服务器。由于2019冠状病毒病疫情以及在YouTube各个频道的合作，它迅速流行起来。它由Sapnap和TommyInnit等Minecraft YouTuber主演，他们参与了长期的争执和战斗。
除了主要的情节事先有松散的剧本外，大部分内容都是即兴创作的。編寫早期大多數劇本的Wilbur Soot在《Insider》訪談中說道：「我寫了一系列應該聯繫在一起的情節鉤子和要點，但是我們在整個過程中即興創作對話和喜劇以帶我們從點到點」。截至2021年8月，伺服器的情節線中有20多個“時代”和30多個角色。伺服器早期的故事線受到《漢密爾頓》啟發, 它受到服務器成員多次引用。劇情之中，每个玩家最多可以死三次，然后在服务器宇宙中永远死去。一些成员扮演多个角色，包括他们自己的幽灵。
The Disc Saga是服务器最长的故事，圍繞著TommyInnit兩張唱片而展出。在整个故事中，Dream與其他角色争夺著唱片的擁有權，以此來製造更大的籌碼去制衡另一方。故事於2021年1月，Dream入獄而作結。TommyInnit在Twitch的直播最高峰可到達650,000觀看人數，使其成為平台上有史以來第三高同時觀看人數的直播。
另一场冲突隨著Wilbur Soot创建L'Manberg，一個为非美国玩家创建的游戏内分裂国而爆发。它脫離了较大的Dream SMP国家，並打贏了獨立戰爭。後來L'Manberg舉行總統選舉，虛構的兩個政黨POG2020與SWAG2020之間出現熱烈的角力。當SWAG2020的代表GeorgeNotFound缺席於伺服器，另一個代表Quackity聯合了Jschalet的自創政黨，組成了SchWAG2020。這個聯合政黨以46%票數贏得選舉。2021年1月，L'Manberg受到入侵和摧毀，而最終要解散。
伺服器強調角色扮演，加上廣大的劇情，吸引了大眾的注意。Rich Stanton在PC Gamer上说，“L'Manburg受到了玩家的高度重视，以至于这个国家不仅有国旗，还有国歌。”《连线》杂志的Cecilia D'Anastasio把劇情比作现场戏剧，将其描述为“权术政治剧”。The Verge网站的Julia Alexander把Disc Saga描述为一个“善与恶的戏剧性故事”。在这个故事中，Dream和TommyInnit争夺服务器的领导地位。
有無數明星已经作為嘉賓访问了服务器，包括KSI、Ninja、利尔·纳斯·X、Pokimane、Corpse Husband、爱蒂森·芮和MrBeast。MrBeast筹划了一场游戏，在服务器上藏了价值10万美元的礼品卡，让Dream Team的成员寻找。
2022年在《綜藝》雜誌訪問中，Dream表示Dream SMP只是把《Minecraft》用作說故事的媒介而不是真的遊戲，GeorgeNotFound補充說在Dream SMP他們不是「真的」在玩《Minecraft》。
2022年11月，TommyInnit和Tubbo在Twitch連續進行四場直播，從11月10日到11月13日，稱為Dream SMP第1季最終章。直播以Tubbo和Jack Manifold炸毀世界作結。最後一場直播的結尾，Dream、Tommyinnit和Tubbo出現於全新的地圖並失去此前的記憶。Tubbo隨後宣佈所有後來的支線終章也將以伺服器炸毀作結。同一直播中，Tubbo表示還有Syndicate線和Dream XD線第一季就會結束。
2023年4月10日，多數成員重返SMP進行大結局直播，進入了終界並一起打敗終界龍，及後伺服器停止營運。

### 後續
2022年，Dream透露將會開始Dream SMP的第二季。當時所公開的資訊包括：
- 會有一次重設，但舊世界會在獨立的伺服器保留下來。[29]
- 往後會每隔幾個月重設換季，以免參與玩家對Dream SMP失去熱情。[29]
- 第一季故事劇情會緊湊起來，並以一場「改變世界的事」（world altering event）作為新一季劇情的開端。[29]

2022年10月7日，Dream於TwitchCon再次宣佈Dream SMP即將進入第二季。
2022年11月13日，TommyInnit和Tubbo的直播最後，一道白光之後，他們和Dream出現於一個全新的地圖，而且先前的關係也消失了。翌日，Tubbo在直播中證實白光代表了那場「改變世界的事」（The Event），但表示白光後的場景只是想向觀眾表明Dream SMP會繼續下去，不是第二季的正式場景。
Dream SMP第二季的籌備早於2022年初開始，而Technoblade的死訊打亂了部署。部分直播主不希望忘記Technoblade進入下一季。Philza和Nihachu在Syndicate終章播出後隨即宣布不會參與往後的Dream SMP。
2023年3月11日，Dream考慮到其他內容創作者因各自的原因而沒有動力推動下一季，在Twitch宣布取消Dream SMP第二季。消息發布後，CaptainPuffy上載超過300張伺服器不同時段、不同地點的圖像到她的網站。
在宣布取消第二季前，Quackity參照Dream SMP開始策劃Quackity SMP（QSMP），標榜英語圈和西班牙語圈的直播主聯動。Dream在宣布取消的同一直播表示有意與其他語言的創作者聯動。2023年4月3日，Dream公布了一條影片，展出了他研發的即時翻譯模組，並宣佈創立全新的多人生存伺服器——United SMP，分別從英語、西班牙語、葡萄牙語、法語、德語和韓語找10位內容創作者參與。然而，Dream與Quackity因此出現了抄襲指控。Dream在4月27日於Twitter抨擊Quackity後輿論對他更不利，最終他中止了United SMP的計劃。

## 文化影响
Dream SMP吸引了大批观众，有数十万直播观众前来观看事先计划好的大型活动。它的故事情节在纪录片风格的视频中进行了分析，比如MatPat的视频，他将该系列描述为“通过游戏的视角讲述故事”，并催生了爱好者艺术、同人小说和在线音乐剧。Dream也鼓励粉丝们写关于他的小说，并指出这有助于他的职业生涯，虽然这对于一个网络创作者来说并不常见。當中一個著名的粉絲藝術創作者是SAD-ist，一位來自菲律賓的動畫師。她動畫化了不少的伺服器劇情，當中配上音樂與影片的對白。
《Heat Waves》是一部同人小说，它聚焦在描写Dream和GeorgeNotFound（服务器的联合创始人）之间虚构的浪漫关系。这部小说于2020年11月发布，因其质量而广受好评。自从Glass Animals的同名歌曲《Heat Waves》成为了它的非官方配乐，粉丝小说的流行使它在2020年澳大利亚的Triple J Hottest 100排行榜上排名第一。部分同人小说因对服务器未成年成员的性描写而受到批评，导致Dream公开阻止粉丝在作品中将未成年角色配对。少数服务器的关注者在对服务器的批评者作出骚扰行为后声名狼藉。
2021年7月24日，在英国伦敦的一场反疫苗抗议活动中，人们在唐纳德·特朗普的旗帜旁发现了L'Manberg的旗帜。